# Clover Studio
Clover Studio (クローバースタジオ株式会社?, Kurōbāsutajio Kabushikigaisha) è stata un'azienda giapponese dedita allo sviluppo di videogiochi con sede nella città di Osaka, fondata nel 2003 e chiusa nel 2007; per tutta la sua esistenza ha fatto parte del gruppo Capcom.

## Storia
Il 12 ottobre 2006, durante una riunione di Capcom, il consiglio di amministrazione ha deliberato lo scioglimento di Clover Studio, che si è attuato ufficialmente il 15 marzo 2007; tutte le proprietà intellettuali sono tornate in mano alla casa madre.
Il team di sviluppo di Clover Studio si è successivamente raggruppato per formare Seeds, che si è fuso nel 2007 con Odd per formare Platinum Games.

## Videogiochi
| Anno | Titolo                          | Piattaforma/e                  |
| ---- | ------------------------------- | ------------------------------ |
| 2003 | Viewtiful Joe                   | PlayStation 2, GameCube        |
| 2004 | Viewtiful Joe 2                 | PlayStation 2, GameCube        |
| 2005 | Viewtiful Joe - Red Hot Rumble  | PlayStation Portable, GameCube |
| 2005 | Viewtiful Joe - Double Trouble! | Nintendo DS                    |
| 2006 | Ōkami                           | PlayStation 2                  |
| 2006 | God Hand                        | PlayStation 2                  |